# Linum
Linum (vlas) is een geslacht van ongeveer tweehonderd soorten uit de vlasfamilie. 
De soorten komen voor in gematigde en subtropische klimaten. Tot het geslacht behoort onder meer gewoon vlas (L. usitatissimum), waarvan de bast verwerkt wordt tot linnen en de zaden tot lijnzaadolie.

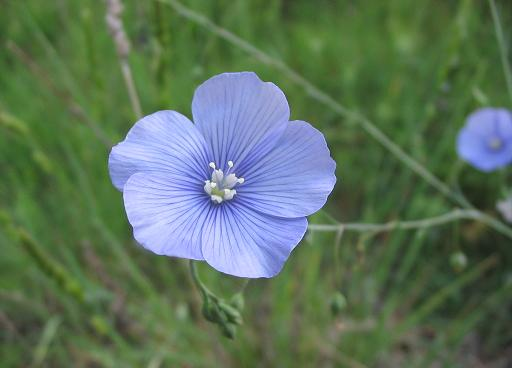
Linum narbonense

De bloemen van de meeste soorten zijn meestal blauw of geel maar soms rood, wit of roze, en sommigen zijn heterostyleus. Er zitten gemiddeld zes tot tien zaden in één zaadbol.
Linum-soorten vallen in de smaak bij de larven van enkele vlinders, zoals de kooluil, de spurrie-uil, de zwarte-c-uil en Coleophora striolatella. Die laatste voedt zich uitsluitend met Linum narbonense.

## Kweek
Verschillende vlassoorten worden gekweekt als sierbloemen, waaronder de soorten L. narbonense, L. lewisii en L. perenne met blauwe bloemen; L. grandiflorum met rode bloemen; en L. flavum met gele bloemen.

## Beschreven soorten

### Soorten van de Benelux

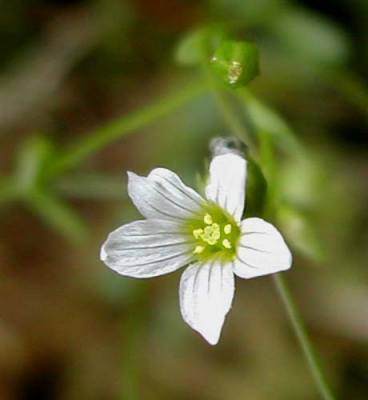
Linum catharticum (Geelhartje)
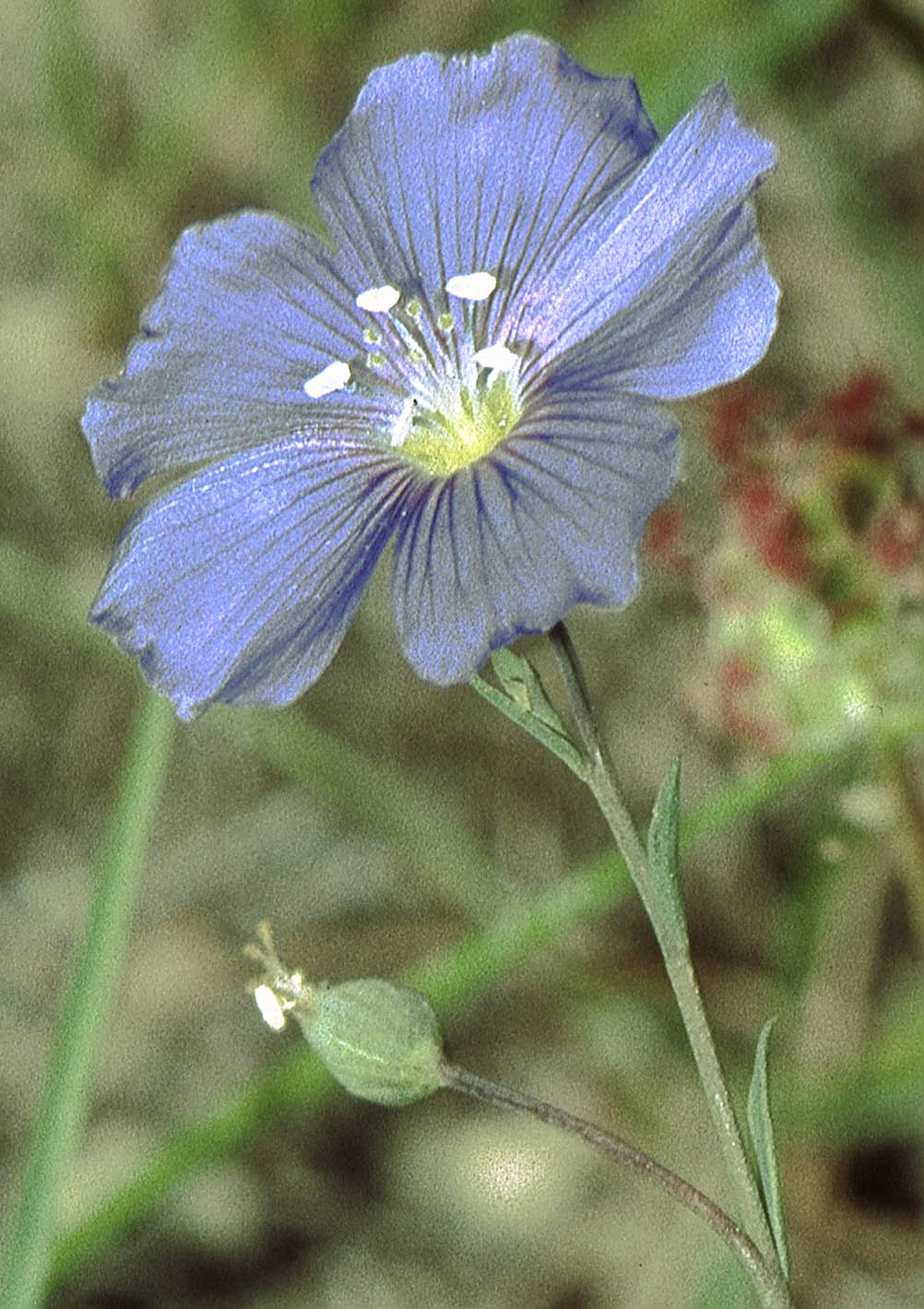
Linum leonii (Frans vlas)
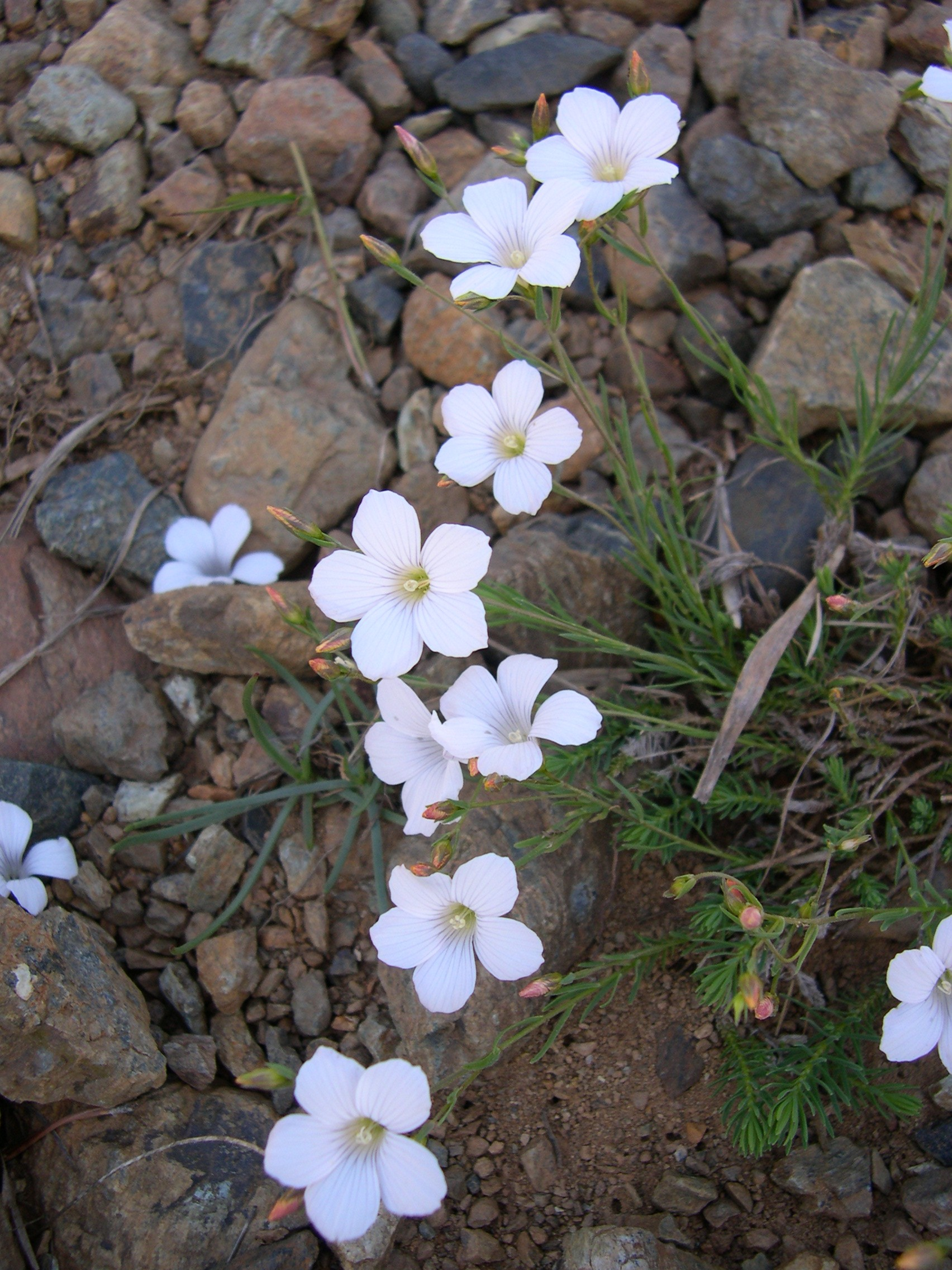
Linum tenuifolium (Smal vlas)
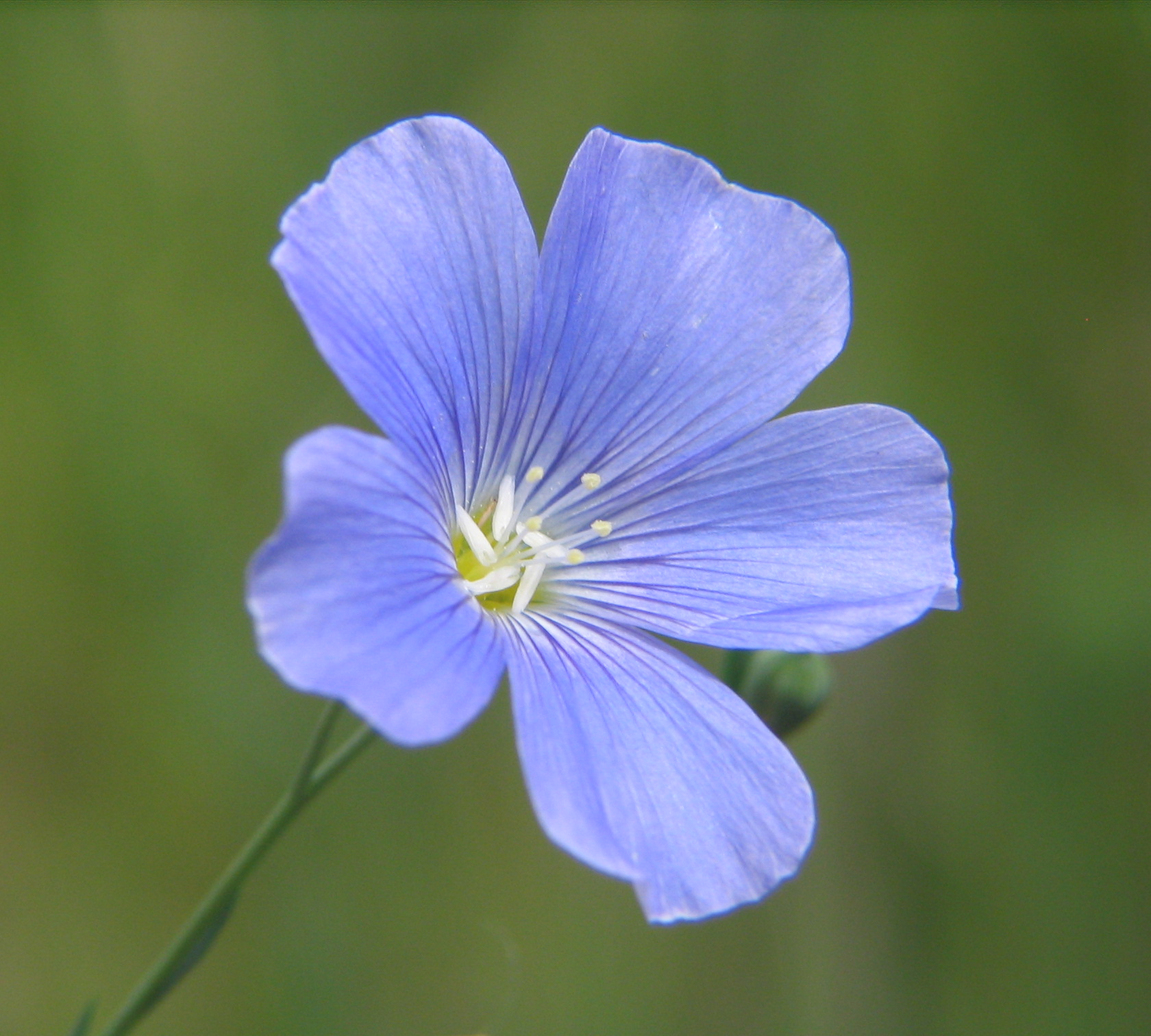
Linum usitatissimum (Vlas)

### Soorten van Europa

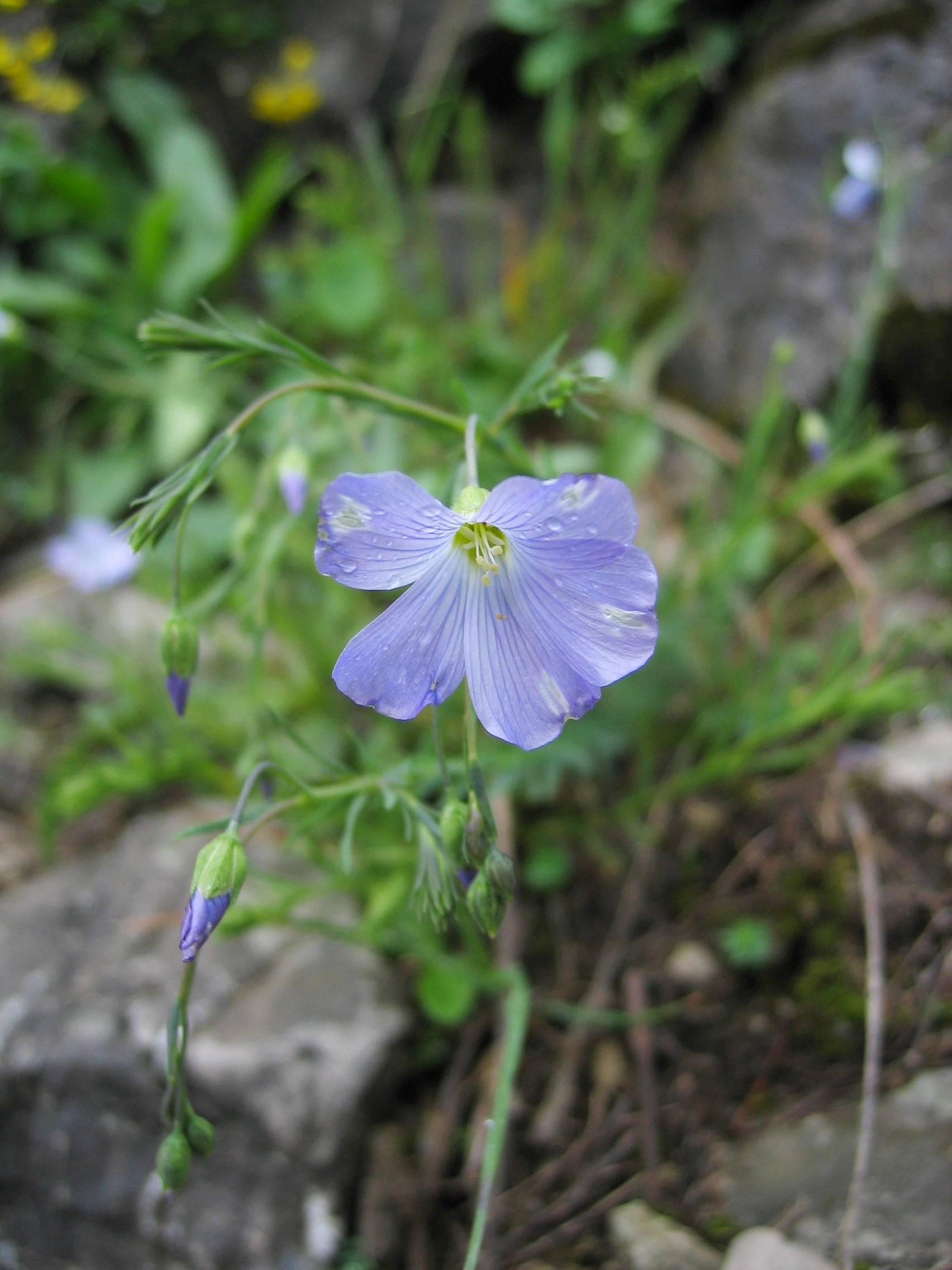
Linum alpinum
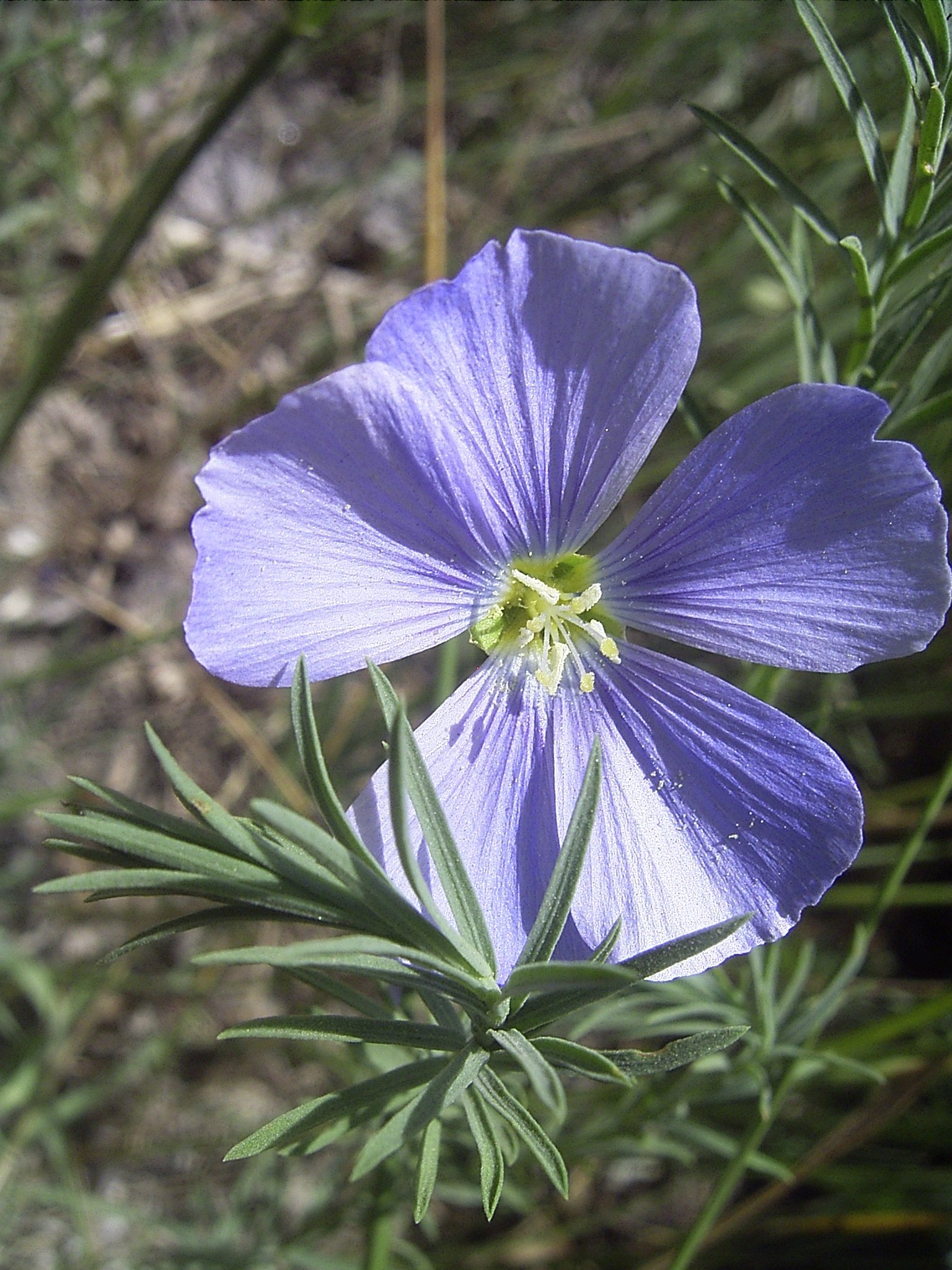
Linum austriacum (Oostenrijks vlas)
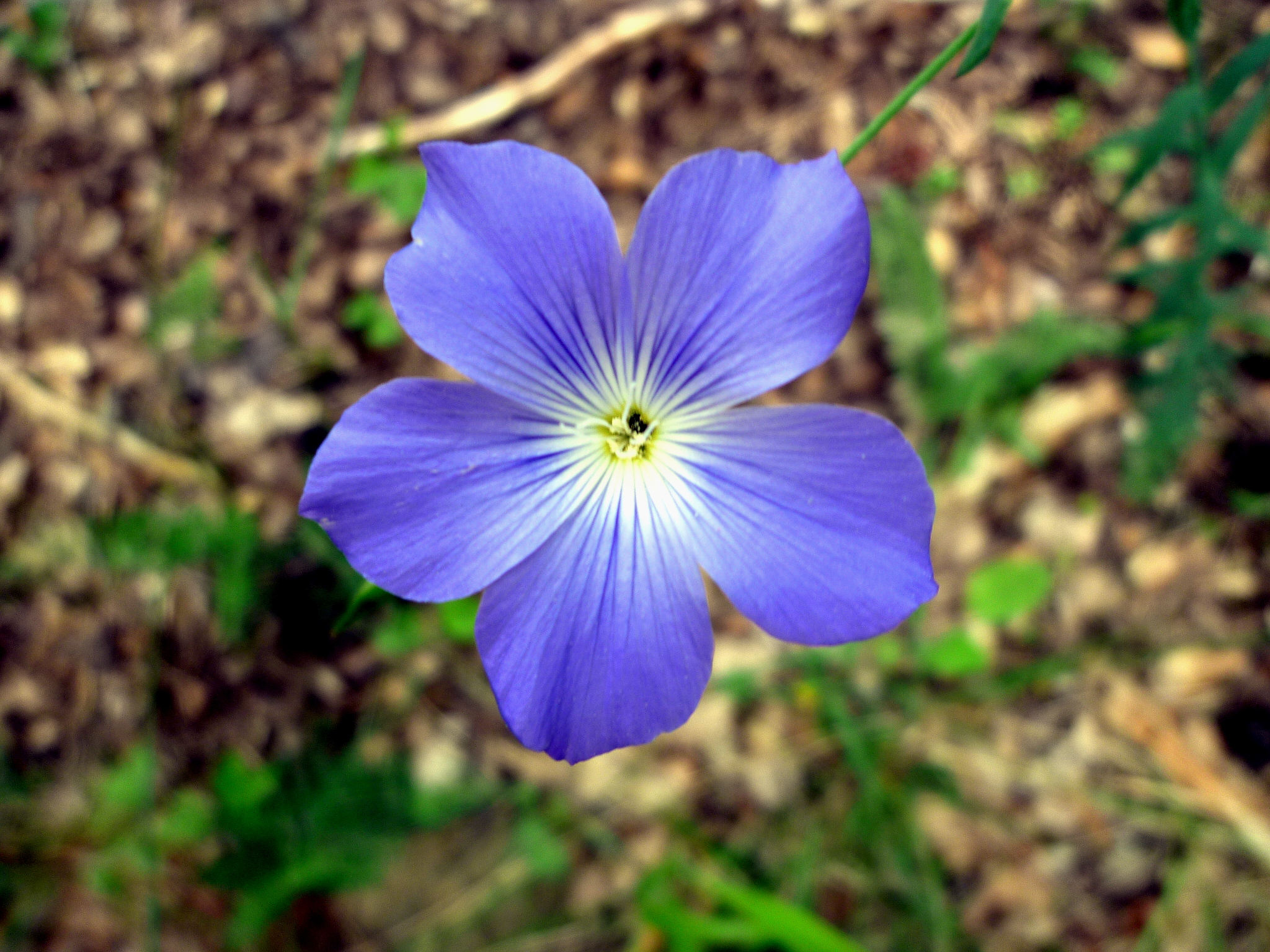
Linum narbonense
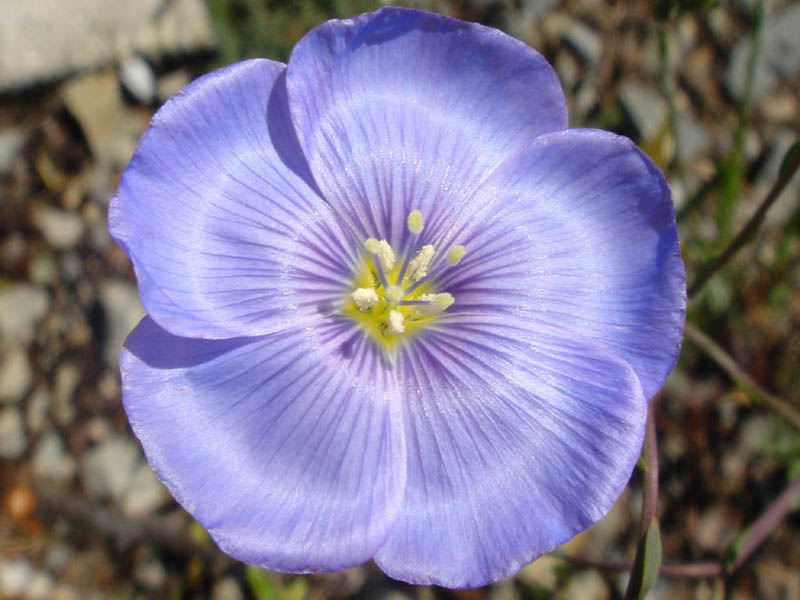
Linum perenne (Overblijvend vlas)
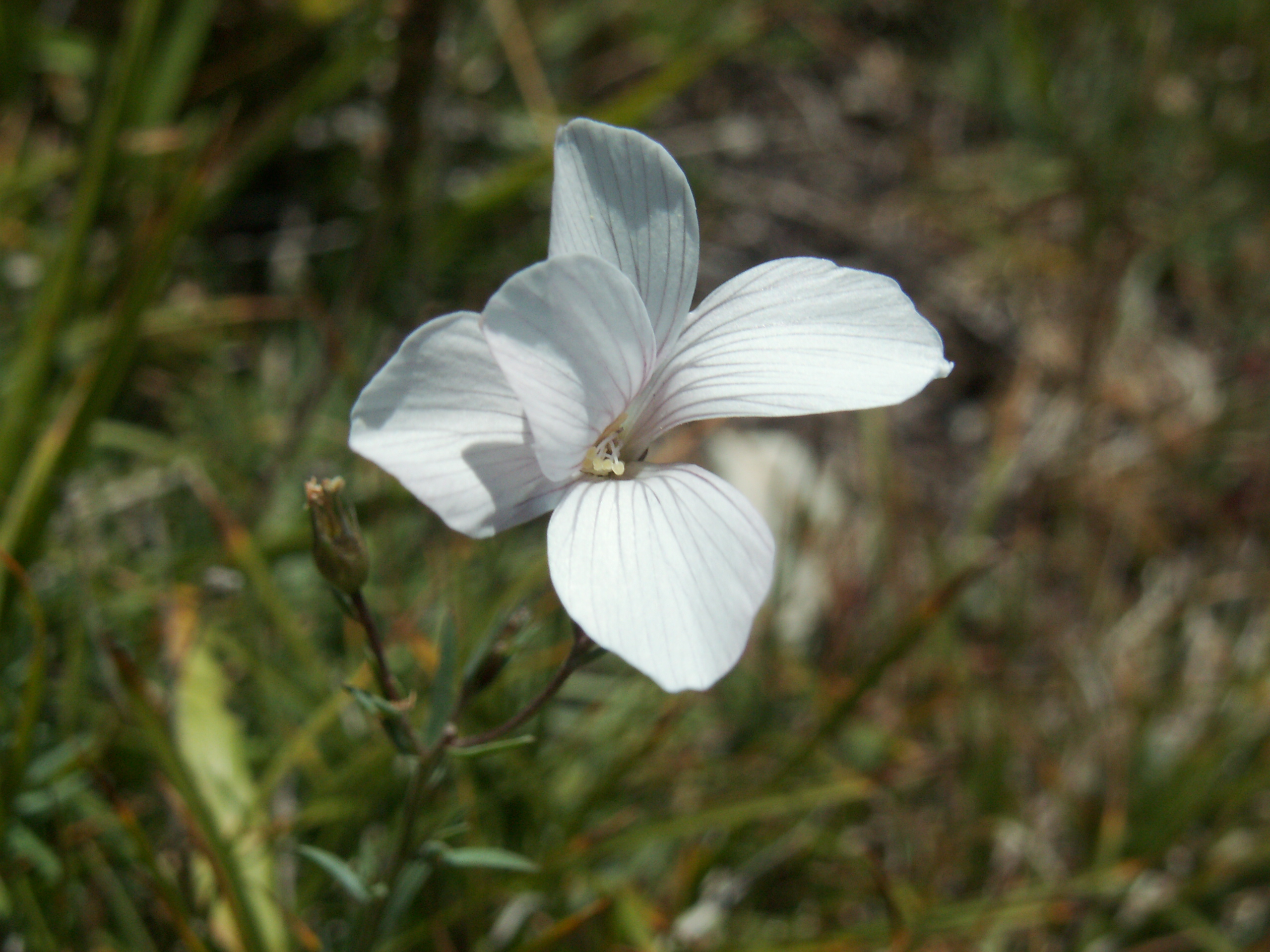
Linum suffruticosum (Tweejarig vlas)
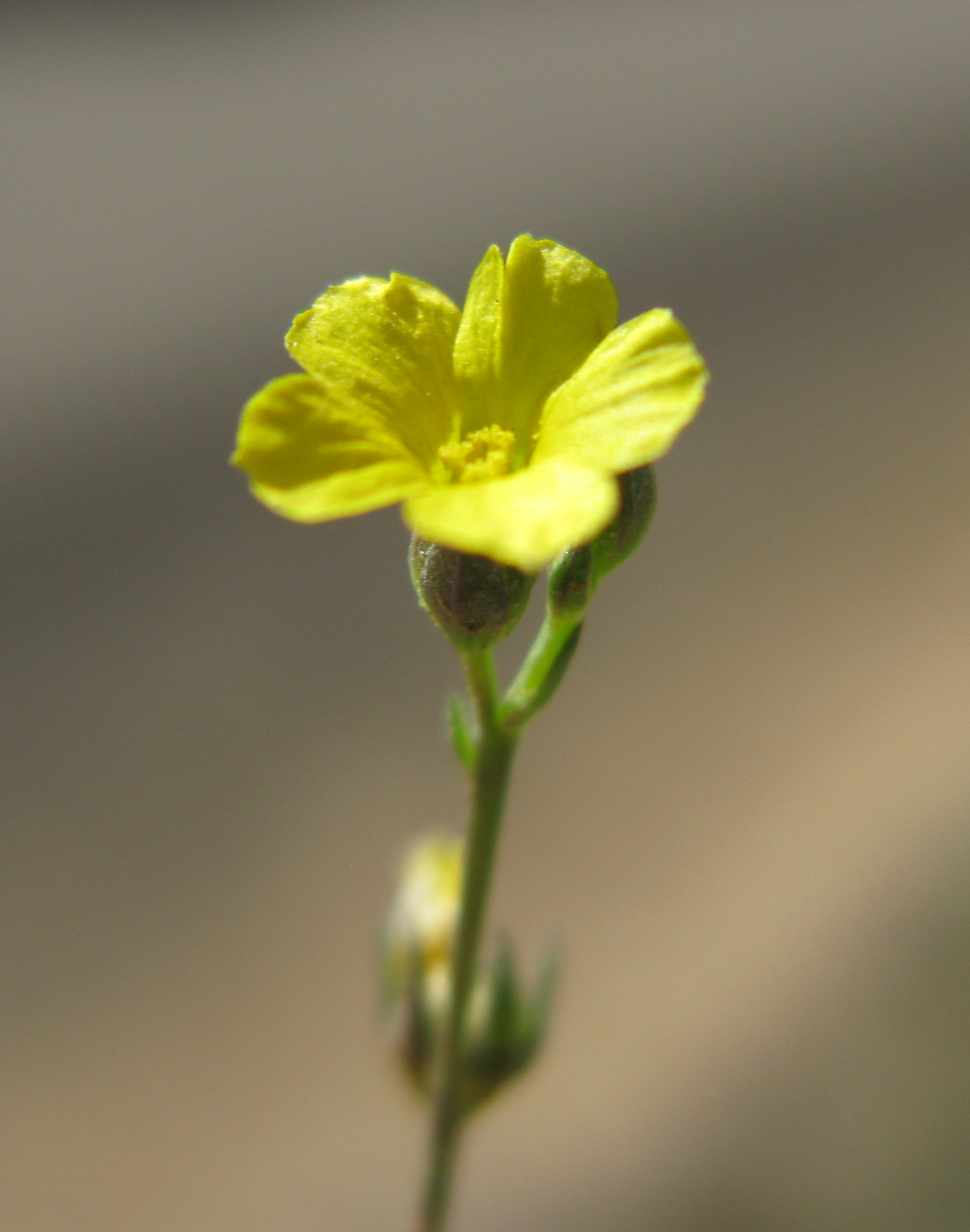
Linum trigynum
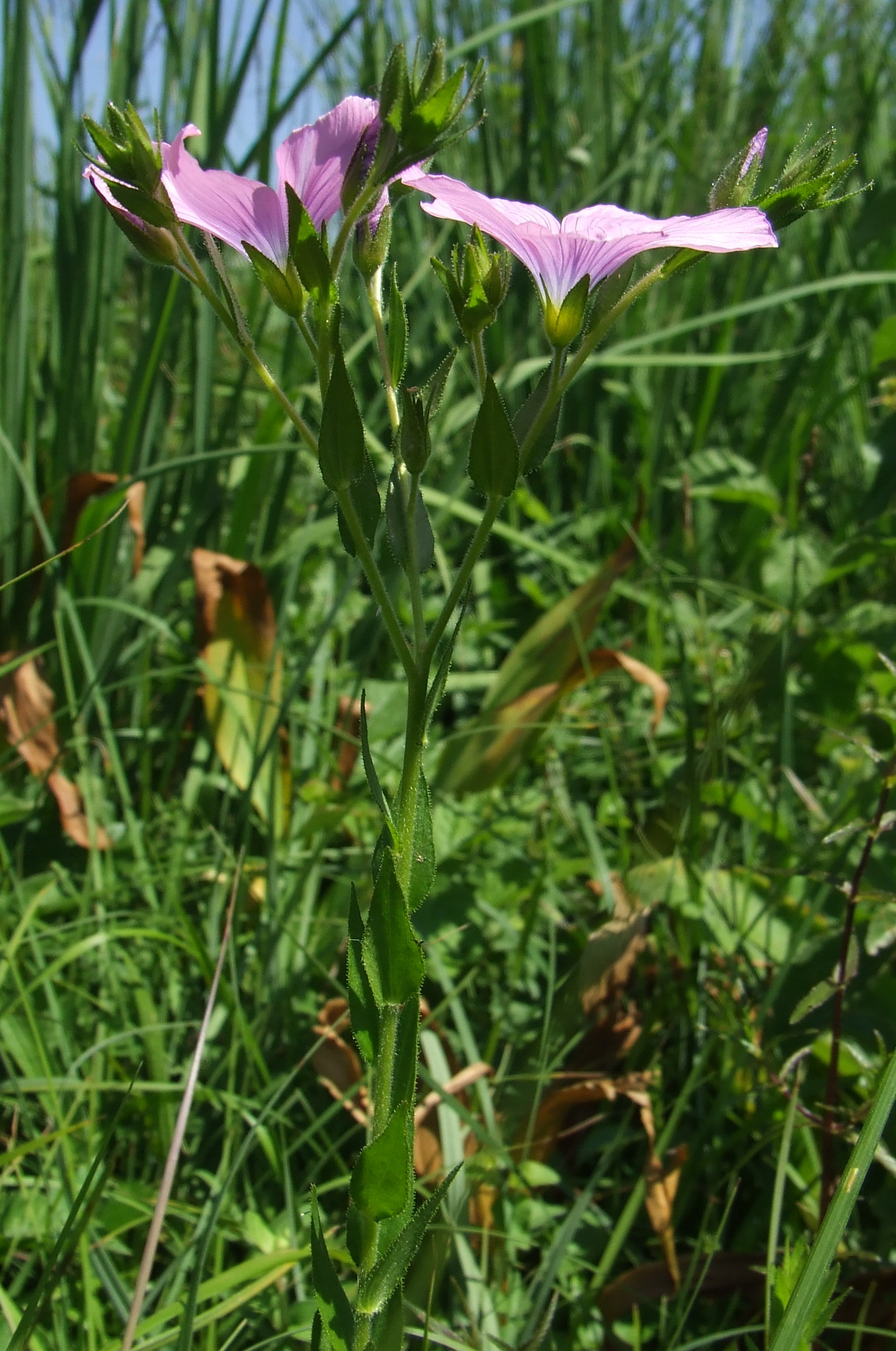
Linum viscosum (Kleverig vlas)

## Andere soorten
- Linum alatum
- Linum arenicola
- Linum aristatum
- Linum australe
- Linum berlandieri
- Linum campanulatum
- Linum carteri
- Linum compactum
- Linum cratericola
- Linum dolomiticum
- Linum elongatum
- Linum flavum
- Linum floridanum
- Linum grandiflorum
- Linum hirsutum
- Linum hudsonioides
- Linum imbricatum
- Linum intercursum
- Linum kingii
- Linum lewisii
- Linum macrocarpum
- Linum marginale
- Linum medium
- Linum neomexicanum
- Linum pratense
- Linum puberulum
- Linum pubescens
- Linum rigidum
- Linum rubrum
- Linum rupestre
- Linum schiedeanum
- Linum striatum
- Linum subteres
- Linum sulcatum
- Linum vernal
- Linum virginianum
- Linum westii